# David Roe
David Roe, angleški igralec snookerja, * 11. september 1965.

## Kariera
Največji dosežek v karieri za Roeja predstavljajo štiri uvrstitve v četrtfinale turnirjev za jakostno lestvico. Profesionalec je od leta 1986, vse od sezone 1988/89 že drži mesto med najboljšimi 64 igralci sveta po jakostni lestvici. Najvišje je bil v sezoni 1994/95, ko je zasedal 13. mesto.
V svoji drugi sezoni v svetovni karavani se je štirikrat prebil med najboljših 32 igralcev na jakostnih turnirjih, leto kasneje je tudi dosegel osmino finala Svetovnega prvenstva, že v svojem prvem poskusu. Ta dosežek ga je tudi popeljal med najboljših 32 igralcev na jakostni lestvici. Zatem sta sledili dve skromnejši sezoni, nato pa je v sezoni 1991/92 dosegel dve četrtfinali jakostnih turnirjev. Leto kasneje se je uvrstil med najboljših 16 mest na svetovni lestvici, čeprav v tisti sezoni ni dosegel nobenega četrtfinala.
Tri sezone zapored je tako na jakostni lestvici držal mesto med 16 igralci sveta, najvišje je bil v sezoni 1994/95 s 13. mestom (ostali dve sezoni - 1993/94 in 1995/96 - je držal 16. mesto). Po seriji porazov v zgodnjih fazah jakostnih turnirjev je nato nemudoma izgubil mesto med 32 igralci sveta po jakostni lestvici in se nikoli več ni vrnil tja.
Vrhunec sezone 2005/06 je bila za Roeja uvrstitev v osmino finala jakostnega turnirja China Open. Da bi si zagotovil mesto na tem turnirju, je moral preskočiti tri ovire v kvalifikacijah. Na turnirju je nato izločil domačina Lija Yina Xija in Paula Hunterja, preden je bil od njega boljši Joe Swail z izidom 5-3. V sezoni 2006/07 je dosegel dvaintridesetino finala dveh jakostnih turnirjev, v dvaintridesetino finala se je uvrstil tudi na turnirju Welsh Open 2008, ki je bil sicer že del zanj solidne sezone Snooker 2007/08.
Sezona 2008/09 je bila zanj katastrofalna, saj je v celi sezoni dobil le dva dvoboja, kar je bilo premalo za kaj več kot 62. mesto na svetvoni jakostni lestvici. Prav tako je iz te sezone je odnesel le 4320 točk za jakostno lestvico za naslednjo sezono (za uvrstitev na jakostni lestvici se upoštevajo pridobljene točke zadnjih dveh sezon).